# Наближення до невідомого
Наближення до  невідомого (англ. Approaching the Unknown) — дебютний науково-фантастичний фільм режисера Марка Елайжа Розенберга, прем’єра якого відбулася 3 червня 2016 року.

## Історія створення
Через брак коштів, режисер був змушений переробити сценарій, який у зміненому вигляді підтримали некомерційна організація Sundance Labs та кінотовариство  
Сан-Франциско. За словами М. Розенберга, «якби я дотримувався початкової схеми, то, скоріш за все, ніколи б не створив цю річ взагалі!».
Також М. Розенберг зазначив, що у фільмі прагнув «…відмовитися від стандартних уявлень про наукову фантастику, щоб зосередитися на прекрасному та невимовному у людському досвіді… Моїм наміром було створити інтелектуальне дослідження характеру людини, яка під впливом обставин змушена змінитися».

## Сюжет
Від Землі на Марс відправляється експедиція з метою колонізації планети. На першому кораблі вирушає капітан Вільям Стенафорт; через кілька днів йому слідує другий корабель з капітаном Емілі Меддокс.
За розрахунками, час польоту повинен скласти 270 днів.
Розповідь ведеться від імені капітана Стенафорта, який згадує етапи підготовки до подорожі, зокрема – випробування реактора з виготовлення питної води, який є основною умовою для дозволу та успіху місії. Саме за допомогою реактора Стенафорт планує видобувати воду на Марсі.
На шляху до Червоної планети Стенафорт зупиняється на космічній станції, де забирає необхідний вантаж.
Він бачить, що члени екіпажу станції пригнічені невдало завершеним експериментом та тривалим перебуванням у космосі. Вони, навіть, пропонують йому відмовитись від подальшого польоту та повернутись на Землю.
Проте капітан налаштований оптимістично. Він веде щоденник подорожі, по відеозв’язку спілкується із керівником польоту, студентами та капітаном Меддокс, яка, через виниклі проблеми з устаткуванням, була змушена повертатися на Землю.
Стенафорт прямує далі, але на 81-й день польоту, під час поточного ремонту реактора, на його кораблі виникає коротке замикання та псується частина води.
За чинним протоколом, він також повинен повернутися, проте відключає зв’язок із Землею та приймає управління кораблем на себе, підтримуючи курс на Марс.
Стенафорт досягає Марсу та виходить на поверхню, висловлюючи думку про відсутність на планеті життя та смерті, при цьому сподіваючись, що, попри ситуацію, зможе вижити.

## Сприйняття
Враховуючи час виходу на екран, критики порівнюють «Наближення до невідомого» із іншою кінострічкою – «Марсіянин» (2015), віддаючи перевагу останньому.
Проте Гленн Кенні, кінокритик журналу «Premiere», зазначив, що «Наближення до невідомого» – це науково-фантастична картина про потрапляння на Марс, а не про перебування там… У фільми набагато менший панорамний масштаб, проте більше наукового екшену. Це добротний та компетентний фільм».

## Нагороди
У 2016 році фільм був відібраний на кінофестиваль Sundance Film Festival та відзначений премією NHK за кращий сценарій.